# Oleksandrivka, Mîhailivka
Oleksandrivka (în ucraineană Олександрівка, în germană Alexander Heim) este un sat în comuna Mareanivka din raionul Mîhailivka, regiunea Zaporijjea, Ucraina. Satul a fost locuit de germanii pontici.   

## Demografie
Componența lingvistică a localității Oleksandrivka
     Ucraineană (57,63%)
     Rusă (38,98%)
     Belarusă (3,39%)
Conform recensământului din 2001, majoritatea populației localității Oleksandrivka era vorbitoare de ucraineană (57,63%), existând în minoritate și vorbitori de rusă (38,98%) și belarusă (3,39%).